# Labuerda
Labuerda – gmina w Hiszpanii, w prowincji Huesca, w Aragonii, o powierzchni 17,85 km². W 2011 roku gmina liczyła 156 mieszkańców.